# Keleminovec
 Keleminovec  falu Horvátországban Zágráb megyében. Közigazgatásilag Szentivánzelinához tartozik.

## Fekvése
Zágrábtól 32 km-re, községközpontjától  5 km-re északkeletre, az A4-es autópálya mellett fekszik.

## Története
1857-ben 124, 1910-ben 179 lakosa volt. Trianonig Zágráb vármegye Szentivánzelinai járásához tartozott.
2001-ben 140 lakosa volt.

## Külső hivatkozások
Szentivánzelina község hivatalos oldala